# Radiografía extrabucal
Una radiografía extrabucal, consiste en la obtención de una imagen de la zona anatómica que se radiografía, y de los órganos internos de la misma, por la impresión en una placa fotográfica de una mínima cantidad de radiación, que se hace pasar por esa zona del cuerpo. Cada tipo de tejido del organismo dejan pasar cantidades distintas de esta radiación, por lo que la placa se impresiona con más o menos intensidad en cada zona, según el tejido que tiene delante, permitiéndonos así obtener una imagen de los órganos (corazón, pulmones, riñones, tubo digestivo, etc.) y tejidos (huesos, quistes, masas de tejido, etc.) de esa zona. La técnica radiográfica extrabucal clásica prácticamente no ha variado en relación con las proyecciones efectuadas desde su descripción inicial. Aunque estas técnicas están siendo desplazadas por otras como la tomografía computorizada o la resonancia magnética, para la mayoría de las indicaciones existen algunas todavía efectivas y útiles como para el cirujano bucal como, por ejemplo, las proyecciones de senos maxilares o de arcos cigomáticos. También son habituales las proyecciones para huesos propios o las axiales para observar la angulación de los cóndilos articulares en relación con el plano sagital.

## Antecedentes históricos
El descubrimiento de los rayos X se produjo la noche del viernes 8 de noviembre de 1895 cuando Wilhelm Röntgen, investigando las propiedades de los rayos catódicos, se dio cuenta de la existencia de una nueva fuente de energía hasta entonces desconocida y por ello denominada radiación X. Por este descubrimiento obtuvo el reconocimiento de la Academia sueca en el año 1901, siendo el Primer Premio Nobel de Física. Röntgen comprendió inmediatamente la importancia de su descubrimiento para la medicina, que hacía posible la exploración de los cuerpos de una manera hasta ese momento totalmente insospechada. En el transcurso del mes siguiente, aplicando los efectos de los rayos X a una placa fotográfica, produjo la primera radiografía de la humanidad, la de la mano de su mujer. Las primeras aplicaciones de los rayos x se centraron en el diagnóstico, aunque a partir de 1897 se abrirá el camino de la aplicación terapéutica, de la mano de Freund, con su intento de tratar el nevus pilosus y su observación de las depilaciones radiológicas precursoras de la radiodermitis.
Se recurre a estas técnicas cuando el objeto de estudio desborda el área de una radiografía intrabucal (senos paranasales, arcos dentarios, glándulas salivales, articulación temporomandibular, etc.)

## Inicios de la radiología odontológica
Dos semanas después del anuncio del descubrimiento de los rayos X, el Dr. Otto Walkhoff había efectuado ya la primera radiografía de sus propios maxilares. Para realizarla utilizó una placa de vidrio normal recubierta con una emulsión fotográfica, envuelta en papel negro y chapa de goma, que colocó en la parte externa de la mandíbula, con un tiempo de exposición de 25 minutos. Obtuvo un resultado bastante defectuoso dada la escasa sensibilidad del receptor. En América, el Dr. W. G. Worton fue el primero en obtener una radiografía dental, en 1896, utilizando cráneos humanos desecados. Un año después, fue el primero en efectuar una radiografía de cuerpo entero utilizando una película de 36 pies y 30 minutos de exposición.    
La primera unidad de rayos diseñada para odontología se atribuye al Dr. Williams Rollins, aunque el Dr. Edmund Kells tiene el mérito de haber sido el primero en realizar una radiografía intrabucal en un paciente vivo. Se le considera el responsable de la mayor aportación a la radiología dental, gracias a sus esfuerzos por efectuar innovaciones.
En la actualidad, las técnicas extrabucales clásicas son difíciles de realizar e interpretar debido a la gran superposición de estructuras óseas, y son del total dominio del radiólogo general o maxilofacial. Los equipos diseñados específicamente para su realización se denominan craneógrafos, aunqu e también pueden realizarse con aparatos para radiología general e incluso, algunas de sus proyecciones, con los aparatos de radiografía intrabucal. Las películas utilizadas son del tamaño 13 x 18, 18 x 24 y 24 x 30 cm, siendo en odontología la más usual la segunda. Es obligada su utilización con hojas o pantallas de refuerzo y chasis, y es muy aconsejable además usar porta-chasis, diafragmas y antidifusores de rejilla fijos o móviles.

## Radiografía extrabucal frontal
Como su propio nombre indica, la radiografía extrabucal frontal sirve para obtener una imagen frontal de las estructuras de interés. Según la incidencia del haz de rayos y la colocación de la película, bien sea en la cara o en la nuca, pueden ser postero-anteriores o antero-posteriores. Son más útiles las primeras ya que de esta forma la estructura de interés se encuentra más próxima al sistema de registro de la imagen y, por tanto, existe menor distorsión.
Entre las técnicas frontales también pueden distinguirse las unilaterales y las bilaterales; estas últimas son las más habituales, ya que en ellas se observa el macizo facial de forma completa y se obtienen elementos de juicio para comparar ambos lados. Dentro de las técnicas frontales, las más utilizadas son aquellas que permiten observar los senos paranasales, fundamentalmente los senos maxilares y que, por tanto, están indicadas en los procesos sinusales. Pueden emplearse la proyección de Waters, la de Grashey o la de Blondeau. Todas ellas son muy válidas puesto que evitan la superposición de los peñascos, sin embargo la de Waters es la más utilizada ya que no influye en el tamaño de la nariz.

## Radiografía extrabucal lateral
Ofrecen una visión lateral de las estructuras de interés. La proyección lateral estricta implica la superposición de ambos lados. El rayo central incide perpendicular al plano sagital medio del paciente y al receptor de la imagen, ya que estos dos últimos deben ser paralelos. Es de bastante utilidad para el odontólogo,  la telerradiografía lateral estricta  como el término lo menciona debe realizarse a más de un metro de distancia foco-receptor y de preferencia a 1.80m DFR, la radiografía estricta lateral de cráneo se debe de realizar a 1m DFR,  permite efectuar una valoración cefalométrica, de interés en ortodoncia y cirugía ortognática. Sin embargo, la realización de esta técnica particular implica unas condiciones específicas que la hace que se incluya dentro de las técnicas especiales. De utilidad, como variantes a la técnica de la radiografía extrabucal lateral estricta, se señalan principalmente tres proyecciones: 
- Lateral de huesos nasales: el plano sagital y la película deben ser paralelos. El rayo central ha de incidir de forma perpendicular pasando a través de los huesos propios. Está indicada para el tratamiento de los traumatismos nasales.

- Lateral oblicua de articulación temporomandibular: el rayo incide con una angulación arriba-abajo, aproximadamente de 22º, con el fin de proyectar el temporal del lado próximo al foco. Son proyecciones para visualizar las articulaciones temporomandibulares, denominadas transcraneales o de Schuller.

- Lateral desenfilada: permiten observar un lado de la mandíbula desproyectando el contralateral. El rayo central incide de forma oblicua con una angulación variable dependiendo de que sector se vaya a estudiar. Con el desarrollo de la radiografía panorámica esta proyección solo está indicada, actualmente, cuando la realización de la radiografía no sea viable, como ocurre en el caso de ciertos pacientes discapacitados.

## Axiales
Son menos utilizadas ya que su utilidad es muy discutida, principalmente desde que se dispone de la tomografía computarizada. La proyección estándar es la de Hirtz. Como variantes de utilidad podemos indicar dos proyecciones principales: la proyección axial de huesos propios nasales y la proyección para observar los arcos cigomáticos. Ambas variantes de la proyección axial están indicadas en traumatismos.

## La radiografía extrabucal digital
Al igual que en el caso de la radiografía intrabucal, en la extrabucal, el gran cambio que se está produciendo es la sustitución de la película radiográfica por un sistema de registro digital de la imagen. En el caso de las técnicas extrabucales lo más habitual es la utilización de placas de fósforo fotoestimulables que una vez procesadas mediante su escaneado con un sistema láser permiten que la imagen llegue al ordenador.